# Happy Valley, Peking
Happy Valley (欢乐谷; Huānlègǔ) är en nöjespark i Peking, öppnad 7 september 2006. Parken ligger i distriktet Chaoyang i östra Peking och trafikeras av Pekings tunnelbana Linje 7. Happy Valley har (2017) sju olika berg- och dalbanor.
Parken är uppdelad i sex zoner uppbyggda kring olika teman: Wild Fjord, Atlantis, Aegean Harbor, Lost Maya. Shangri-La och Ant kingdom.
| Pekings tunnelbana |         |                                       |
|                    | Linje 7 | Happy Valley Scenic Area (欢乐谷景区) |